# Теллер (иллюзионист)
Теллер (при рождении Реймонд Джозеф Теллер англ. Raymond Joseph Teller; 14 февраля 1948 года) — американский иллюзионист, писатель, актёр, комедиант и кинорежиссёр. Широкую известность получил вместе с Пенном Джиллеттом, после начала их сотрудничества в качестве дуэта. Он официально сменил своё имя на мононим «Теллер».

## Биография
Реймонд Джозеф Теллер родился 14 февраля 1948 года в Филадельфии, штат Пенсильвания. Мать Ирэн Б. Теллер (урожденная Дерриксон), отец Джозеф Теллер (1913—2004). Джозеф Теллер русско-еврейского происхождения, но родился в Бруклине, Нью-Йорк, и вырос в Филадельфии, а Ирэн Дерриксон из обычной крестьянской семьи в штате Делавэр. Они встретились в школе искусств возле мемориала искусств Сэмуэля С. Флейшера. Сам Теллер учился в центральной средней школе, а потом в Амхерстском колледже. Он преподавал английский и латынь в средней школе в Лоуренсвиле, штат Нью-Джерси.

## Избранная фильмография
| Год          |     | Русское название                           | Оригинальное название     | Роль                                            |
| ------------ | --- | ------------------------------------------ | ------------------------- | ----------------------------------------------- |
| 1987         | с   | Полиция Майами                             | Miami Vice                | адвокат Ральф Фишер                             |
| 1989         | ф   | Пенн и Теллер: Сделай так, чтоб тебя убили | Penn & Teller Get Killed  | камео                                           |
| 1996—1997    | с   | Сабрина — маленькая ведьма                 | Sabrina The Teenage Witch | Скиппи, слуга Повелителя, участник Совета Магов |
| 1998         | с   | Дарма и Грег                               | Dharma & Greg             | мистер Бутс                                     |
| 1998         | с   | Вавилон-5                                  | Babylon 5                 | Зути                                            |
| 1999         | с   | Симпсоны                                   | The Simpsons              | камео                                           |
| 2003—2010    | с   | Пенн и Теллер: Чушь собачья!               | Penn & Teller: Bullshit!  | камео                                           |
| 2013         | док | Вермеер Тима                               | Tim's Vermeer             | режиссёр, сценарист                             |
| 2015 — н. в. | с   | Кто обманет Пенна и Теллера?               | Penn & Teller: Fool Us    | камео                                           |
| 2015         | тф  | Акулий торнадо 3                           | Sharknado 3: Oh Hell No!  | майор Кайссер                                   |
| 2018         | с   | Теория Большого взрыва                     | The Big Bang Theory       | Ларри, отец Эми Фарра Фаулер                    |